# 董紹
董 紹（とう しょう、生没年不詳）は、北魏の官僚。字は興遠。本貫は新蔡郡鮦陽県。

## 経歴
若くして学問を好み、とくに文章を得意とした。四門博士を初任とし、殿中侍御史・国子助教・積射将軍・兼中書舎人を歴任した。下問に対する返答に優れていたため、宣武帝の賞賛を受けた。
508年（永平元年）、豫州懸瓠の城民の白早生が反乱を起こすと、董紹は宣武帝の命を受けて軍の慰労に出かけた。上蔡で梁軍の襲撃を受けて捕らえられ、身柄を江東に送られ、獄中につながれた。梁の領軍将軍の呂僧珍と会話を交わして、お互いに器量を認め合った。梁の武帝がこのことを聞くと、董紹の帰国を許した。董紹は北魏に捕らえられていた梁将の斉苟児らと交換のかたちで帰国した。永平年間、給事中に任じられ、舎人を兼ねた。董紹は梁との講和を説いたが、朝廷に受け入れられなかった。長らくして軽車将軍の号を加えられ、正式に舎人となり、さらに歩兵校尉に任じられた。
孝明帝の初年、董紹は「御天馬頌」を献上して、帝の賞賛を受けた。舎人のまま龍驤将軍・中散大夫の位を受けた。冠軍将軍の号を加えられ、右将軍・洛州刺史として出向した。正光末年、梁の将軍の曹義宗・王玄真らが荊州に侵攻し、順陽郡の馬圏に拠った。北魏の裴衍・王羆が梁軍を討って、順陽郡を奪回し、馬圏を包囲した。馬圏の城は堅固で、裴衍と王羆の軍の兵糧が少ないことから、董紹は敗北を予見して上書した。まもなく裴衍らはやはり敗北して、順陽郡は再び曹義宗らが占拠した。董紹は気の病と称して、洛州刺史の任を解くよう求めたが、孝明帝に許されなかった。
527年（孝昌3年）、蕭宝寅が長安で反乱を起こすと、董紹は巴兵3000を率いて出撃し、平西将軍の号を加えられた。蕭宝寅をはばんだ功績により、新蔡県開国男に封じられた。
永安年間、安西将軍・梁州刺史・仮撫軍将軍・兼尚書に任じられ、山南行台となって、清官として知られた。前廃帝が元孚を代わりに梁州へ派遣すると、董紹は長安に入り、爾朱天光の下で関右大行台従事・兼吏部尚書に任じられた。さらに征西将軍・金紫光禄大夫の位を加えられた。532年（中興2年）、爾朱天光が洛陽に赴くと、董紹は長安の留守を預かった。爾朱天光が高歓に敗れると、董紹は賀抜岳の下で開府諮議参軍となった。永熙年間、車騎将軍の位を加えられた。534年（永熙3年）、孝武帝が西遷すると、董紹は帝に従って関中に入り、御史中丞に任じられた。後に宇文泰のために殺害された。
子に董敏があり、永安年間に太尉西閤祭酒となった。

## 伝記資料
- 『魏書』巻79 列伝第67
- 『北史』巻46 列伝第34